# Tossal Gravat
El Tossal Gravat és una muntanya de 441 metres que es troba al municipi d'Algerri, a la comarca catalana de la Noguera.
Al cim podem trobar-hi un vèrtex geodèsic (referència 252105001).